# Esfínter precapilar

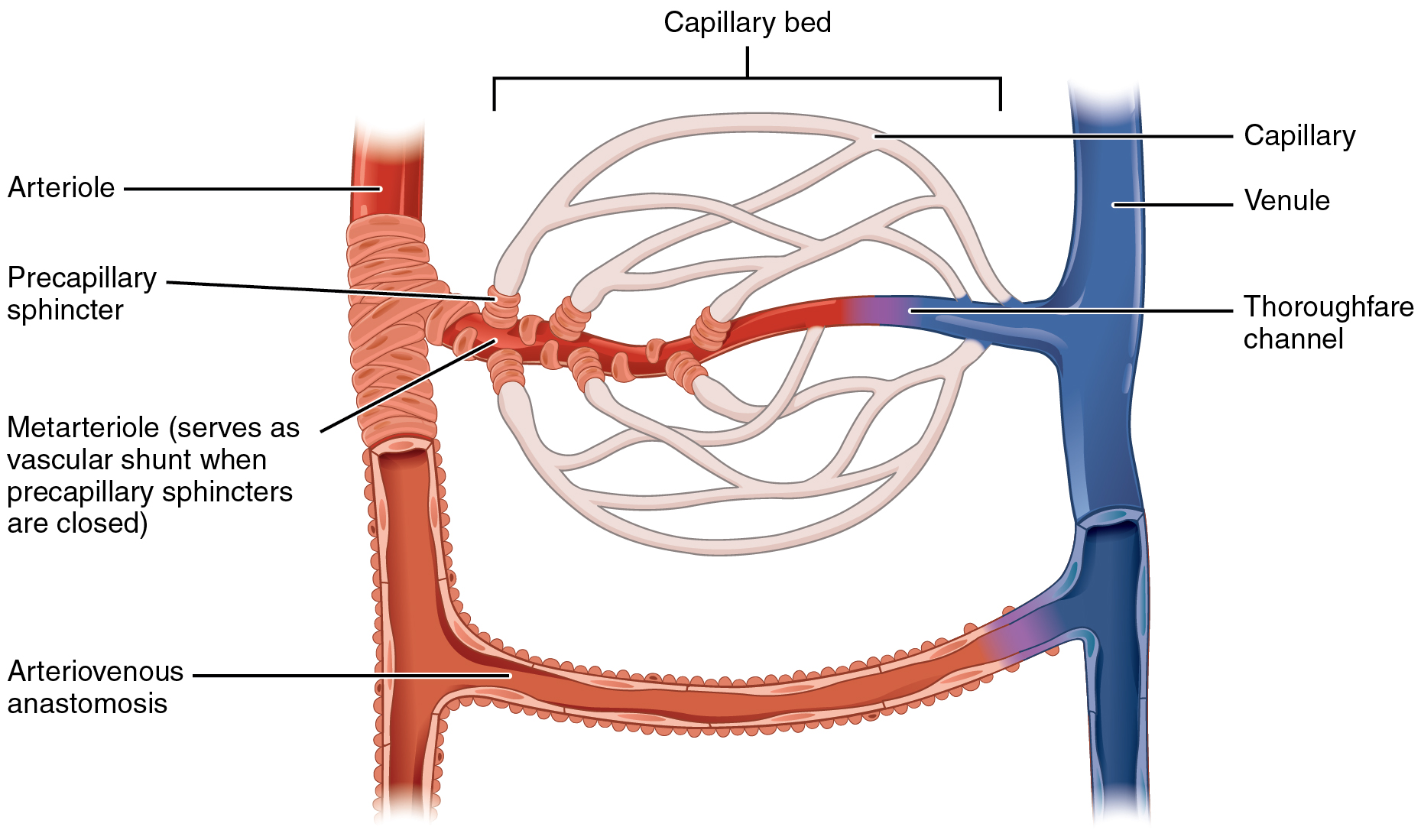
Ilustración de un sistema capilar con esfínteres precapilares.

Un esfínter precapilar es una franja de músculo liso que ajusta el flujo sanguíneo en los capilares principalmente en la microcirculación mesentérica. En el punto donde cada uno de los capilares se origina a partir de una arteriola, una fibra del músculo liso rodea el capilar. Esto se conoce como “esfínter precapilar”. El esfínter puede abrir y cerrar la entrada del capilar, mediante el cual la contracción hace que el flujo de sangre en un capilar cambie a medida que se produce la vasomotilidad. Toda la red capilar puede ser anulada por el flujo de sangre a través de las anastomosis arteriovenosa o por medio de flujo preferencial mediante metarteriolas. Si el esfínter está dañado o no puede contraerse, la sangre podría fluir en la red capilar a elevadas presiones. Cuando estas presiones capilares son altas (según la gravedad, etc.), el fluido sale de los capilares hacia el espacio intersticial, y de esto resulta un edema o inflamación de fluidos.

## Conflictos sobre el concepto
Los esfínteres precapilares y las metarteriolas fueron descubiertos en la circulación mesentérica en la década de 1950. Algunos libros de texto han extendido la existencia de dichos esfínteres y metarteriolas a la microcirculación en general, a pesar de que solo existen pruebas de su existencia en la circulación mesentérica. Desde el año 1976 existe un debate sobre la existencia de esfínteres precapilares y metarteriolas fuera de la circulación mesentérica. Algunos investigadores han sugerido que el término se sustituya por resistencia precapilar. En el año 2020, se comprobó la existencia de esfínteres precapilares como mecanismo de control en la circulación cerebral.